# God Hand
God Hand (literalmente traducido como La Mano de Dios) es un videojuego beat 'em up desarrollado por Clover Studios y publicado por Capcom para la videoconsola PlayStation 2. Fue lanzado en Japón y América del Norte en 2006, y en 2007 para los territorios PAL. Fue relanzado para PlayStation 3 como un juego descargable de PS2 Classics en PlayStation Network el 4 de octubre de 2011. El juego fue dirigido por Shinji Mikami, quien deseaba crear el juego para jugadores hardcore mezclado con una gran cantidad de alivio cómico. Inicialmente recibió una respuesta mixta de los críticos y solo se vendió modestamente después de su lanzamiento en Japón. Fue el último videojuego de Clover Studio. Retrospectivamente, el juego ha sido recibido de manera más positiva y se considera un clásico de culto.
El juego mezcla comedia de temática occidental y japonesa, que contiene personajes exagerados y eventos de la historia. El juego combina elementos tradicionales del género beat 'em up con nuevas características, que incluyen la poder mapear y encadenar un gran repertorio de técnicas de lucha con los botones faciales del mando con el fin de crear ataques combinados únicos. La trama sigue a un artista marcial que protege a su compañero y empuña un legendario brazo divino llamado "Mano de Dios", con el fin de salvar al mundo de los demonios.

## Historia
En los días después del tiempo, un ángel lleno de orgullo descendió de los cielos a una vida en el exilio como el Rey Demonio Angra. Lleno de pesar y el odio, Angra encabezó un ejército de demonios y espectros para derrocar al mundo de los hombres mortales. Su plan fue frustrado, un hombre apareció con el poder de Dios sellado en sus brazos, y utilizó este poder para enviar una vez más Angra al exilio.
El pueblo agradecido de que el hombre salvó al pueblo de las manos de Angra, le otorgó el título del GodHand. La leyenda dice: "A pesar de que el hombre desde hace mucho tiempo desapareció, un solo clan continúa hasta el día de hoy para defender los Godhands, y su poder". "Aquellos que poseen este poder son capaces de convertirse ya sea en dios o demonio".

## Personajes
- Gene: A los 23 años de edad, polvoriento oportunista, que termina siendo poseedor del GodHand y una gran cantidad de demonios detrás de él. Tiene un gran sentido de la justicia y le gusta pensar que todos poseen un poco de bondad en su interior. Voz por Beng Spies. Se convierte en el portador de ambos "Godhand" y en el protector del nuevo mundo.

- Olivia: 19 años. Última descendiente del clan que protege las GodHands. Le entrega el poder de Dios a Gene en agradecimiento por haberla salvado y por percibir su naturaleza avocada al bien.

- Elvis: Posee increíble fuerza y un gran apetito. A Elvis le gusta perseguir a las damas cuando no está pateando traseros. A pesar de ser un demonio, ha adquirido hábitos humanos realmente desagradables. Es brutalmente honesto. Su aparencia es la de un hombre gordo, musculoso y de habla mexicana que viste chalecos y pantalones blancos con un gran conjunto púrpura y un rosario budista.

- Shannon: Detrás de una hermosa chica se encuentra esta extrovertida y hedonista que parece demostrar placeres humanos muy coqueta y ágil, la encantadora pero fría demonio de crueles instintos.Usa un traje de maguita candystriped de color rosado-morado con decorado dorado, unos cuernitos y tatuajes verdes. Su arma es una varita mágica con forma de corazón.

- Azel (Devilhand): Azel es sumamente misterioso y confiado, posee el brazo izquierdo de las legendarias Godhands. Aunque es humano, se incorpora en los demonios con el fin de seguir sus propias ambiciones. Combate de la misma manera que Gene. Azel era el prometido de Olivia por acuerdo.

- Belze: Frío como el hielo. El líder de los cuatro Deva profundamente fiel a Angra y muy orgulloso de su patrimonio demonio. En su pelea contra Gene Belze no pelea con su forma humana sino con su forma demoníaca, cuya forma recuerda a una mantis religiosa gigante.

- Angra: El ángel caído que fue inmolado por el guerrero Godhand hace siglos.

## Recepción
God hand recibió comentarios mixtos de muchas revistas y sitios web. En la actualidad cuenta con un 73 sobre 100 en Metacritic y un 75% en GameRankings. Robert Florence afirmó en el programa de televisión escocés VideoGaiden que el juego es "uno de los mejores que jamás se ha creado". En la revista Independent PlayStation Magazine listo God hand en su artículo "Los 11 juegos de PS2 que necesitas jugar (pero no has jugado)".
El escritor de videojuegos Erik Wolpaw comentó en una entrevista que la canción de los créditos al final del juego es una de las muchas razones por las que God Hand es tan bueno.
En Japón fue el quinto juego más vendido durante la semana de su lanzamiento.

## Curiosidades
En el circuito de perros, uno de los perros que compiten se llama Mikami´s Head, esto se debe a que Shinji Mikami había mencionado que preferiría perder su cabeza antes que ver Resident Evil 4 en la PlayStation 2, lo cual sucedió después del lanzamiento de la versión de GameCube a pesar de su desagrado.